# إيفرت جيه ليك
إيفرت جيه ليك (بالإنجليزية: Everett J. Lake) (و. 1871 – 1948 م) هو سياسي من الولايات المتحدة الأمريكية. تولى منصب حاكم كونيتيكت.
وهو عضو في الحزب الجمهوري.
توفي في هارتفورد، كونيتيكت.

## التعليم
تعلم في جامعة هارفارد

## روابط خارجية
- إيفرت جيه ليك على موقع إن إن دي بي (الإنجليزية)